# 펜실베이니아 독일인
펜실베이니아 독일인(영어: Pennsylvania Germans) 또는 펜실베이니아 네덜란드인(영어: Pennsylvania Dutch)은 17-18세기에 펜실베이니아주 동부로 이주해 온 독일인 자손들을 의미한다.
펜실베이니아와 다른 미국 주에서 태어난 소수 민족이다. 이들은 17, 18, 19세기에 펜실베니아에 정착한 독일인의 후손으로, 주로 팔츠 지역에서 왔지만 독일의 바덴뷔르템베르크, 헤세, 작센, 라인란트, 네덜란드, 스위스와 같은 다른 독일어권 지역에서도 유래했다.
펜실베이니아 더치의 조상은 팔레스타인 독일과 다른 남부 독일 방언을 사용했다. 팔 라틴, 영어 및 기타 독일어 방언이 혼합되어 오늘날 사용되는 펜실베니아 네덜란드어가 형성되었다.
역사적으로 더치(Dutch)는 모든 게르만 방언 사용자(예: Palatine)를 지칭했으며 영어로 된 그룹 이름인 펜실베이니아 더치의 유래이다. 펜실베이니아 더치 이름은 "Dutch"라는 단어가 주로 네덜란드 사람들과 연관되도록 발전함에 따라 최근에 혼란을 야기했다.
펜실베이니아 더치는 수많은 종교적 소속을 유지했다. 가장 많은 수는 메노나이트, 아미시 및 형제단을 포함하여 적은 수의 재세례파와 함께 루터교 또는 독일 개혁파이다. 아나뱁티스트 그룹은 단순한 생활 방식을 신봉했고 그들의 지지자들은 플레인 더치(Plain Dutch)로 알려졌다. 이것은 주로 미국 주류에 더 쉽게 동화되는 경향이 있는 가톨릭, 루터교, 복음주의 및 개혁 교회의 팬시 더치(Fancy Dutch)와 대조되었다. 1700년대 후반에는 다른 종파도 적은 수로 대표되었다.
펜실베이니아 더치 카운티, 펜실베이니아 아미시 카운티, 오하이오 아미시 카운티는 이것들과 밀접한 관련이 있다.

## 같이 보기
- 펜실베이니아 독일어